# Rajd Polski 1928

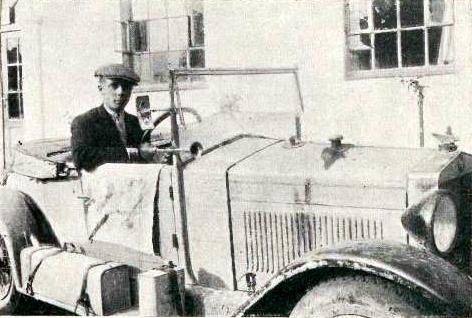
Zwycięzca Rajdu Polski 1928 Włoch Cipriano Iliano

Rajd Polski 1928 (a właściwie VII Międzynarodowy Raid Automobilklubu Polski) – odbył się w dniach 17–24 czerwca 1928 roku. W rajdzie uczestniczyło 28 załóg, w tym sześć zagranicznych. Trasa rajdu liczyła około 3000 km podzielona była na sześć etapów i wiodła przez Warszawę – Druskienniki – Łuck – Jaremcze – Truskawiec – Krynicę – Busko i z powrotem do Warszawy. Komandorem rajdu był Janusz Regulski. Podczas rajdu rozegrano próby:
- szybkości na dystansie 1 kilometra bez i z rozbiegiem (z fran. lancé)
- wyścig górski na dystansie 5 kilometrów na Przełęcz Kocierską koło Andrychowa
- jazdy terenowej na odcinku Jaremcze - Łuck

## Wyniki końcowe rajdu[2][3]
| Miejsce | Kierowca             | Samochód       | Punkty |
| ------- | -------------------- | -------------- | ------ |
| 1       | Cipriano Iliano      | Fiat 509       | +67.5  |
| 2       | Heinrich Schönfeld   | Steyr XII      | +66.0  |
| 3       | Henryk Liefeld       | Austro-Daimler | +66.0  |
| 4       | Zygmunt Rahnenfeld   | Fiat 509       | +65.0  |
| 5       | Władysław Perczyński | Fiat 509       | +63.0  |